# Александровский сад (Нижний Новгород)
Алекса́ндровский сад — парк в центре Нижнего Новгорода, первый в истории города общественный парк, созданный в английском стиле. Является памятником архитектуры и градостроительства — архитектурным ансамблем областного значения.
Датой основания принято считать 1835 год. Назван в честь императрицы Александры Фёдоровны, супруги императора Николая I. Расположен на склонах Волги, в границах Верхне-Волжской и Нижне-Волжской набережных, стен Нижегородского кремля и комплекса трамплинов на Сенной площади. Площадь сада — около 35 гектаров.

## История
До XIX века территорию современного парка занимали гражданские строения (рубленые дома) Панской слободы, Петропавловская и Пятницкая церкви. По склонам и обрывам Дятловых гор ютились избы, задними дворами, огородами и выгребными ямами обращённые к берегу Волги. По приказу императора Николая I все они были снесены, склоны подрезаны и одернованы. По легенде, кто-то из свиты заметил самодержцу, что неразумно устраивать парк на такой крутизне: нижегородцы — люди равнинные, по горам гулять не приучены. На что император ответил: «Пускай научатся».
Проект основания парка и набережных был утверждён в 1835 году. Работами руководили академик архитектуры Иван Ефимович Ефимов и полковник корпуса инженеров путей сообщения Пётр Данилович Готман.
Проект парка предусматривал возведение прямой широкой мощёной камнем улицы по бровке откоса, названной Верхне-Волжской набережной. По красной линии набережной разрешалось строить исключительно каменные строения, обращённые фасадами к Волге. Таким образом формировалось «парадное лицо» города. Склоны в проекте мыслились как естественные природные пьедесталы нового европейского города, каким должен был стать Нижний Новгород.
На склонах был разбит первый общественный парк в европейском понимании, названный в честь жены императора Николая I — Александры. В тот период многие парки в Российской империи получили такое название, в том числе Александровский сад в Москве у подножия Московского кремля.

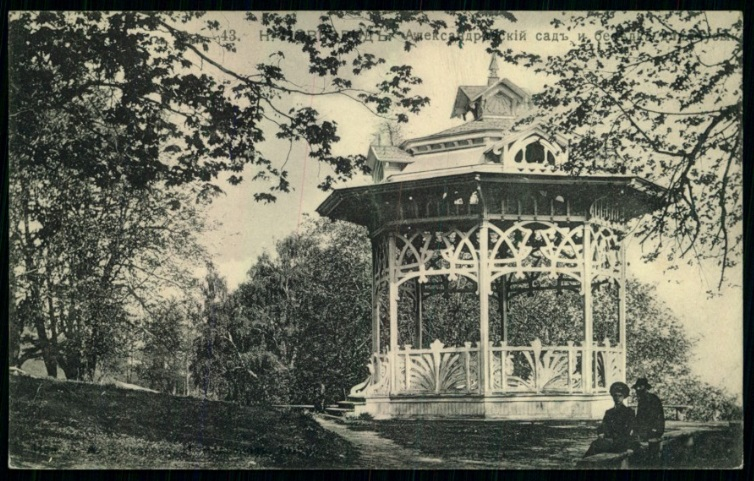
Беседка в Александровском саду. 1912 год.

Площадь парка первоначально составляла 15 га. Находился он на треугольном участке между Казанским и Георгиевским съездами, которые стали его главными дорогами. Съезды создавались одновременно с парком, решая городские транспортные задачи — связь Нижне-Волжской и Верхне-Волжской набережных. Включённые в состав парков съезды можно рассматривать как парковые деловые дороги — один из характерных признаков первых общественных парков в мировой истории.
Известный нижегородский историк Н. Ф. Филатов в книге «Нижний Новгород: архитектура XIV—XX веков» (1994) писал, что проект набережной и парка был утверждён в 1835 году. На работы выделялось 471 тыс. 705 рублей, а на создание общественного сада — 222 тыс. 889 рублей. Помимо государственного финансирования, денежные средства собирались и за счёт увеличения сборов на Нижегородской ярмарке. Устройством набережной вместе со съездами руководили инженер капитан А. И. Поднозов и поручик Д. А. Литвинов, в распоряжении которых прибывало 844 наёмных рабочих и арестантов.
В 1836 году император Николай I прислал в Нижний Новгород придворного садовника Карла Петцольда для детальной проработки проекта. Петцольд был широко известен в Германии, работал вместе с Пюклером-Мускау в Браницком парке города Котбуса, и, по всей видимости, был замечен российским императором в парке Бельведер города Веймара, где любил гостить вместе с семьёй. Карл Петцольд считался мастером романтических пейзажных композиций, называемых в Европе английскими. Особенно ему удавались парковые ансамбли со сложным рельефом, водными объектами и обилием глубоких видовых точек — вист.
Проект Александровского сада, созданный Петцольдом, рассматривала Московская дворцовая контора и 6 октября 1836 года отослала его нижегородскому губернатору М. П. Бутурлину. В 1837 году в Нижний Новгород прибыли помощники Петцольда Иван Свобода и Фёдор Мурашкин. Два последующих года выравнивалась территория, формировались извилистые серпантинные дорожки, группами высаживались древесные насаждения. В тот период было модно подражать природе, а свободное, композиционно уравновешенное размещение древесных растений различных видов и возрастов с обширными полянами соответствовало общемировому пониманию общественного парка.
В парке были сооружены извилистые серпантинные дорожки, высажены одиночные крупные деревья на газоне — солитеры, одновидовые и смешанные группы деревьев и кустарников, формировавшие кулисы, фон, акценты и доминанты. Массивы липы мелколистной, дуба черешчатого, клёна остролистного, вяза, тополя высаживались с обширными пространственными разрывами. Склоны с уклонами более 30 градусов планировались вручную. Верхне-Волжская набережная и съезды мостились булыжником. Бровку откоса визуально закрепили штакетником, установили деревянные скамейки. Сад изначально формировался как бесконечный ряд видовых точек, с которых открывались живописные виды на Нижне-Волжскую набережную, Волгу и заволжские дали.
В 1839—1840 годах работы неоднократно прерывались из-за оползней. В 1841 году работы в основном были окончены. Высадка деревьев продолжалась ещё девять лет, вплоть до 1851 года. Александровский сад сразу после создания стал любимым местом отдыха горожан, легко вмещая массы жителей, несколько оркестров, хоров русских и цыганских песенников, акробатов и фокусников. «В сумерки сад весь горел тысячами разноцветных огней, освещавших густые толпы гулявших по его извилистым аллеям», — писал в 1867 году историк Н. И. Храмцовский. Здесь любили проводить время Алексей Максимович Горький, Фёдор Иванович Шаляпин, Павел Иванович Мельников-Печерский и другие.

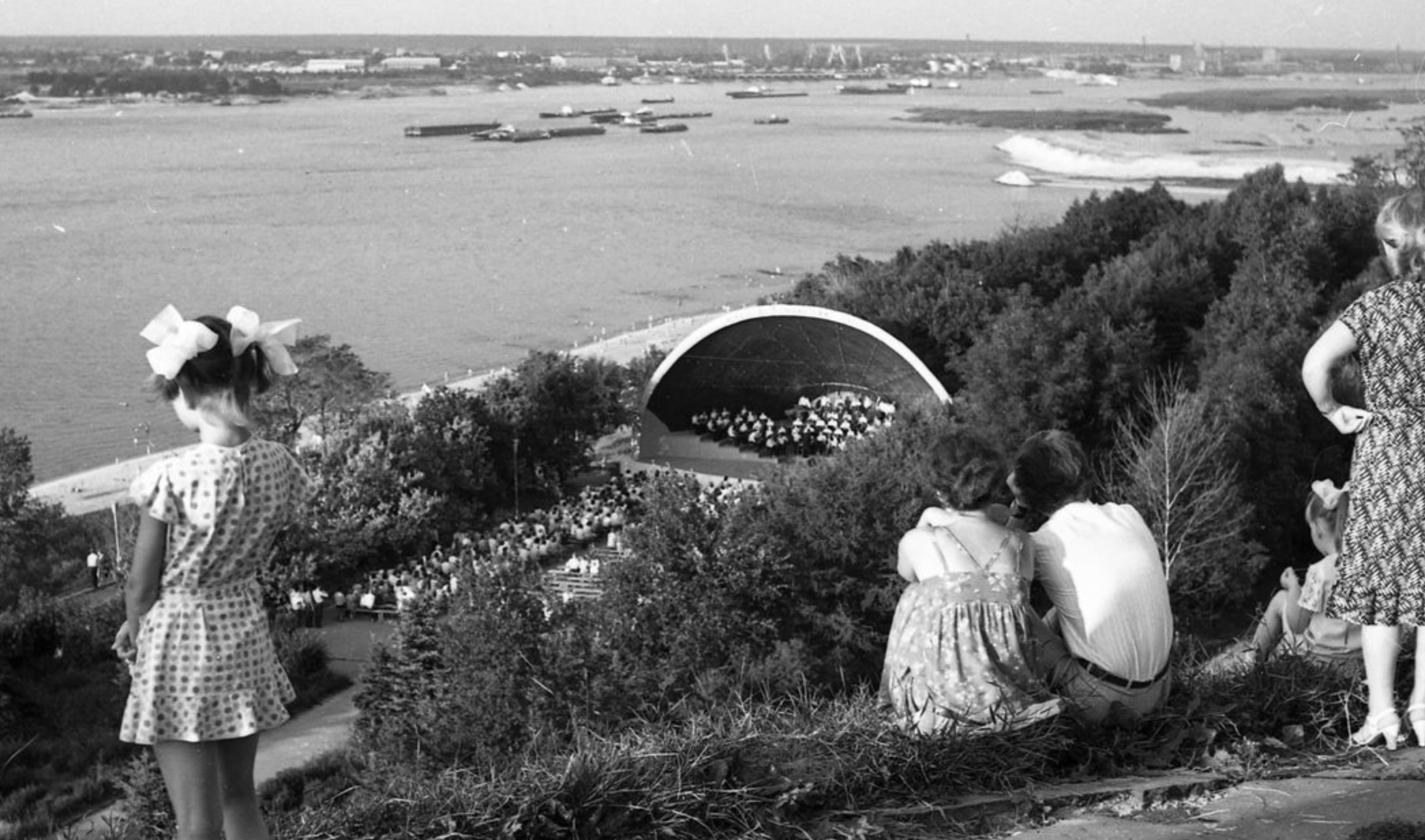
Летняя эстрада в Александровском саду, 1984 год. Фото Николай Мошков

В 1949 году по проекту архитекторов Льва Владимировича Руднева, Владимира Оскаровича Мунца и Александра Александровича Яковлева была построена Чкаловская лестница, названная так в честь лётчика Валерия Павловича Чкалова, памятник которому работы Исаака Абрамовича Менделевича установлен здесь же. Тогда же были сформированы террасы, на которых в 1960-е годы высаживались рядами липы мелколистные и голубые ели, придавшие части парка парадность и торжественность. На одной из террас восточнее Чкаловской лестницы в 1958 году по инициативе дирижёра Израиля Борисовича Гусмана была построена открытая концертная площадка, так называемая «Ракушка». С 1960-х каждое лето на симфонические концерты здесь собирались десятки тысяч горожан, выступали Мстислав Ростропович и Максим Шостакович.
В 1963—1966 годах архитектор В. В. Баулина руководила реконструкцией Александровского сада. В это время в парке была усовершенствована дренажная система, появились дополнительные дорожки и площадки для отдыха, новые скамьи, беседки, ограждения, фонари.
1970-е — 80-е годы оставили след в истории парка в виде аллей из бальзамического тополя вдоль Казанского и Георгиевских съездов.
В 1990-е годы работы по уходу за парком прекратились и он пришёл в упадок. В том числе оказалась утрачена сцена «Ракушка».
В 2004 году на месте спортивных площадок была построена гостиница с рестораном и офисными зданиями «Александровский сад».

## Современность

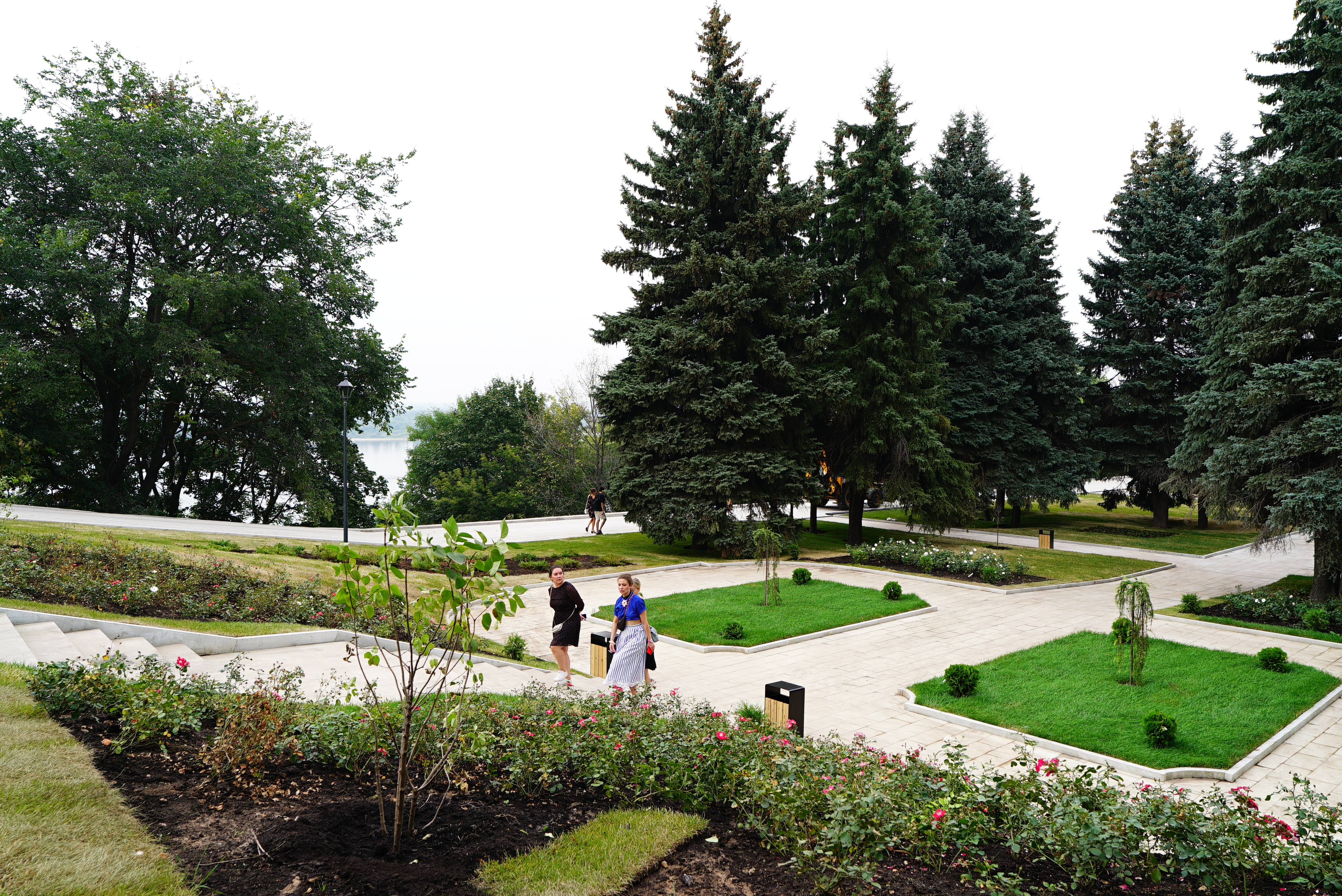
Центральная площадка в Александровском саду после благоустройства

В начале 2021 года на территории Александровского сада начались работы по комплексному благоустройству в рамках инфраструктурной программы «Среда 800» к 800-летию Нижнего Новгорода. Концепция обновления была разработана бюро Wowhaus. В её основу вошли пожелания нижегородских экспертов и жителей города сохранить и восстановить историческую территорию. Ход реализации благоустройства и авторский надзор проводил Институт развития городской среды Нижегородской области.
В Александровском саду обновили дорожно-тропиночную сеть и лестницы, сделали новое освещение, установили урны, скамейки и малые архитектурные формы. В парке появились беседки, зона воркаута, общественный туалет и смотровые площадки с новыми видовыми раскрытиями. На территории также заменили инженерные коммуникации.

Концерт фестиваля «Столица закатов» в «Ракушке» в Александровском саду, 2023 год

Также в саду была восстановлена сцена «Ракушка». Летнюю эстраду установили на историческом месте, развёрнутой к Чкаловской лестнице, а перед ней поставили сидения для зрителей. Концертная площадка изготавливалась по индивидуальному заказу. Её оборудовали регулируемым освещением и складным амфитеатром для оркестра.
Первый концерт на воссозданной сцене «Ракушка» в Александровском саду состоялся 22 августа 2021 года. Перед гостями выступил камерный оркестр «Солисты Нижнего Новгорода» и ансамбль La Voce Strumentale под управлением номинанта «Грэмми», главного дирижёра Шотландского камерного оркестра Максима Емельянычева. Солисты — скрипач-виртуоз, дирижёр и контратенор Дмитрий Синьковский, скрипки — Елена Давыдова, Дмитрий Стоянов и Анастасия Богданова. В 2022 году Александровский сад и сцена «Ракушка» стали одной из площадок для концертов мультижанрового фестиваля «Столица закатов», а также для традиционных летних вечеров классической музыки от Нижегородской филармонии.
В 2024 году на верхнем уровне Александровского сада установили чайную беседку[значимость факта?].

## Памятники и арт-объекты

Система арок и символ места — буква А на центральной аллее Александровского сада

На одной из главных аллей Александровского сада появилась система арок и символ места — буква А. Они отсылают к арт-объектам архитектурного фестиваля «О’Город», который проходил в 2015 году. Тогда команда «Стосемь» установила в этом месте декоративный объект «Арка». Рядом появилась буква «А», авторы которой — Марина Артамонычева и Мария Стороженко.
В рамках благоустройства к 800-летию Нижнего Новгорода в саду появилась видовая терраса в форме полуротонды.
В конце 2022 года на нижней аллее парка появилась надпись «Александровский сад». Внутри букв встроены скамейки.
3 декабря 2023 года в Александровском саду Нижнего Новгорода состоялось открытие памятника российскому императору Николаю I. Авторы монумента — Ирина Макарова и Максим Батаев. Император изображён с циркулем и картой в руках, а на постаменте высечен генплан Нижнего Новгорода, который Николай I начертил лично во время одного из своих визитов в город.